# Torneo internacional LaLiga Promises 2021
El Torneo Internacional LaLiga Promises de Gran Canaria 2021, es la 25.ª edición del torneo de fútbol base que disputan los equipos sub-12 (infantiles de primer año) en la modalidad de fútbol 7 mediante invitación de la propia organización.
Celebrada en el mes de marzo del 2022 en el CDFamilypadel de la ciudad de Maspalomas (Las Palmas), la competición reunirá a diez equipos de LaLiga y cuatro conjuntos internacionales de categoría, esta edición fue realizada en el 2022 por la Pandemia del Covid 19
Este torneo representa la evolución definitiva de un evento mundial creado por la Fundación El Larguero, que se basa en más de 25 años de experiencia en la organización de torneos de fútbol base en España, con el respaldo de LaLiga y su experiencia.

## Participantes
Los participantes son catorce equipos infantiles de primer año que por medio de invitación de la organización disputan la XXVI edición del torneo. Se dividen en cuatro grupos, dos de cuatro equipos y dos de tres equipos, en los que los dos primeros clasificados pasan a disputar la fase final.
| Participantes      | Participantes | Participantes | Participantes |
| ------------------ | ------------- | ------------- | ------------- |
| FC Barcelona       | Real Betis    | SL Benfica    | UD Las Palmas |
| Atlético de Madrid | Juventus      | Valencia CF   | Sevilla FC    |
| Borussia Dortmund  | Real Madrid   | CD Tenerife   | Liverpool FC  |
| Celta de Vigo      | Villarreal CF |               |               |

### Grupo A
- Todos los horarios corresponden a la hora local de Maspalomas (UTC).

| Equipo       | Pts | PJ | PG | PE | PP | GF | GC | Dif |
| ------------ | --- | -- | -- | -- | -- | -- | -- | --- |
| SL Benfica   | 5   | 3  | 1  | 2  | 0  | 4  | 2  | +2  |
| FC Barcelona | 5   | 3  | 1  | 2  | 0  | 3  | 1  | +2  |
| Real Betis   | 3   | 3  | 0  | 3  | 0  | 1  | 1  | 0   |
| RC Celta     | 1   | 3  | 0  | 1  | 2  | 0  | 4  | -4  |

| 25 de marzo de 2022, 12:00 | FC Barcelona | 2 - 0 | RC Celta | CDFamilypadel, Maspalomas |  |

| 25 de marzo de 2022, 12:30 | SL Benfica | 1 - 1 | Real Betis | CDFamilypadel, Maspalomas |  |

| 25 de marzo de 2022, 18:30 | SL Benfica | 2 - 0 | RC Celta | CDFamilypadel, Maspalomas |  |

| 25 de marzo de 2022, 19:30 | FC Barcelona | 0 - 0 | Real Betis | CDFamilypadel, Maspalomas |  |

| 26 de marzo de 2022, 12:00 | FC Barcelona | 1 - 1 | SL Benfica | CDFamilypadel, Maspalomas |  |

| 26 de marzo de 2022, 13:00 | Real Betis | 0 - 0 | RC Celta | CDFamilypadel, Maspalomas |  |

### Grupo B
- Todos los horarios corresponden a la hora local de Maspalomas (UTC).

| Equipo             | Pts | PJ | PG | PE | PP | GF | GC | Dif |
| ------------------ | --- | -- | -- | -- | -- | -- | -- | --- |
| Atlético de Madrid | 4   | 2  | 1  | 1  | 0  | 5  | 4  | +1  |
| Villarreal CF      | 4   | 2  | 1  | 1  | 0  | 3  | 2  | +1  |
| Borussia Dortmund  | 0   | 2  | 0  | 0  | 1  | 2  | 4  | -2  |

| 25 de marzo de 2022, 11:30 | Atlético de Madrid | 0 - 1 | Borussia Dortmund | CDFamilypadel, Maspalomas |  |

| 25 de marzo de 2022, 17:30 | Atlético de Madrid | 1 - 1 | Villarreal CF | CDFamilypadel, Maspalomas |  |

| 26 de marzo de 2022, 11:30 | Borussia Dortmund | 0 - 1 | Villarreal CF | CDFamilypadel, Maspalomas |  |

### Grupo C
- Todos los horarios corresponden a la hora local de Maspalomas (UTC).

| Equipo       | Pts | PJ | PG | PE | PP | GF | GC | Dif |
| ------------ | --- | -- | -- | -- | -- | -- | -- | --- |
| Real Madrid  | 6   | 2  | 2  | 0  | 0  | 7  | 0  | +7  |
| Liverpool FC | 3   | 2  | 1  | 0  | 1  | 1  | 7  | -5  |
| CD Tenerife  | 0   | 2  | 0  | 0  | 2  | 0  | 2  | -2  |

| 25 de marzo de 2022, 20:00 | Liverpool FC | 0 - 6 | Real Madrid | CDFamilypadel, Maspalomas |  |

| 26 de marzo de 2022, 11:00 | Real Madrid | 1 - 0 | CD Tenerife | CDFamilypadel, Maspalomas |  |

| 26 de marzo de 2022, 14:00 | Liverpool FC | 1 - 0 | CD Tenerife | CDFamilypadel, Maspalomas |  |

### Grupo D
- Todos los horarios corresponden a la hora local de Maspalomas (UTC).

| Equipo      | Pts | PJ | PG | PE | PP | GF | GC | Dif |
| ----------- | --- | -- | -- | -- | -- | -- | -- | --- |
| Sevilla FC  | 7   | 3  | 1  | 2  | 0  | 6  | 2  | +4  |
| Valencia CF | 6   | 3  | 1  | 2  | 0  | 5  | 5  | 0   |
| UD Palmas   | 5   | 3  | 0  | 3  | 0  | 4  | 4  | 0   |
| Juventus    | 0   | 3  | 0  | 0  | 3  | 6  | 10 | -4  |

| 25 de marzo de 2022, 11:00 | Juventus | 2 - 3 | UD Palmas | CDFamilypadel, Maspalomas |  |

| 25 de marzo de 2022, 13:00 | Sevilla FC | 2 - 0 | UD Palmas | CDFamilypadel, Maspalomas |  |

| 25 de marzo de 2022, 18:00 | Sevilla FC | 1 - 1 | UD Palmas | CDFamilypadel, Maspalomas |  |

| 25 de marzo de 2022, 19:00 | Juventus | 3 - 4 | Valencia CF | CDFamilypadel, Maspalomas |  |

| 26 de marzo de 2022, 12:30 | Juventus | 1 - 3 | Sevilla FC | CDFamilypadel, Maspalomas |  |

| 26 de marzo de 2022, 13:30 | Valencia CF | 1 - 0 | UD Palmas | CDFamilypadel, Maspalomas |  |

## Fase Final
La fase final la disputan los dos primeros equipos de cada grupo.
- Todos los horarios corresponden a la hora local de Maspalomas (UTC).

|  | Cuartos de final    | Cuartos de final    |             |              | Semifinales         | Semifinales         |  |              | Final               | Final               |  |
|  | 26 de marzo de 2022 | 26 de marzo de 2022 |             |              | 27 de marzo de 2022 | 27 de marzo de 2022 |  |              | 27 de marzo de 2022 | 27 de marzo de 2022 |  |
|  |                     |                     |             |              |                     |                     |  |              |                     |                     |  |
|  |                     |                     |             |              |                     |                     |  |              |                     |                     |  |
|  | Atlético de Madrid  | 1                   |             |              |                     |                     |  |              |                     |                     |  |
|  | Atlético de Madrid  | 1                   |             |              |                     |                     |  |              |                     |                     |  |
|  | Barcelona FC        | 3                   |             |              |                     |                     |  |              |                     |                     |  |
|  | Barcelona FC        | 3                   |             | Barcelona FC | 2                   |                     |  |              |                     |                     |  |
|  |                     |                     |             | Barcelona FC | 2                   |                     |  |              |                     |                     |  |
|  |                     |                     | SL Benfica  | 0            |                     |                     |  |              |                     |                     |  |
|  | SL Benfica          | 4                   | SL Benfica  | 0            |                     |                     |  |              |                     |                     |  |
|  | SL Benfica          | 4                   |             |              |                     |                     |  |              |                     |                     |  |
|  | Villareal CF        | 1                   |             |              |                     |                     |  |              |                     |                     |  |
|  | Villareal CF        | 1                   |             |              |                     |                     |  | Barcelona FC | 0                   |                     |  |
|  |                     |                     |             |              |                     |                     |  | Barcelona FC | 0                   |                     |  |
|  |                     |                     | Real Madrid | 1            |                     |                     |  |              |                     |                     |  |
|  | Real Madrid         | 1                   | Real Madrid | 1            |                     |                     |  |              |                     |                     |  |
|  | Real Madrid         | 1                   |             |              |                     |                     |  |              |                     |                     |  |
|  | Valencia CF         | 0                   |             |              |                     |                     |  |              |                     |                     |  |
|  | Valencia CF         | 0                   |             | Real Madrid  | 1                   |                     |  |              |                     |                     |  |
|  |                     |                     |             | Real Madrid  | 1                   |                     |  |              |                     |                     |  |
|  |                     |                     | Sevilla FC  | 0            |                     |                     |  |              |                     |                     |  |
|  | Sevilla FC          | 5                   | Sevilla FC  | 0            |                     |                     |  |              |                     |                     |  |
|  | Sevilla FC          | 5                   |             |              |                     |                     |  |              |                     |                     |  |
|  | Liverpool FC        | 0                   |             |              |                     |                     |  |              |                     |                     |  |
|  | Liverpool FC        | 0                   |             |              |                     |                     |  |              |                     |                     |  |
|  |                     |                     |             |              |                     |                     |  |              |                     |                     |  |

### Cuartos de final
| 26 de marzo de 2022, 18:00 | Atlético de Madrid | 1 - 3 | Barcelona FC | CDFamilypadel, Maspalomas |  |

| 26 de marzo de 2022, 18:30 | Real Madrid | 1 - 0 | Valencia CF | CDFamilypadel, Maspalomas |  |

| 26 de marzo de 2022, 19:00 | SL Benfica | 4 - 1 | Villareal CF | CDFamilypadel, Maspalomas |  |

| 26 de marzo de 2022, 19:30 | Sevilla FC | 5 - 0 | Liverpool FC | CDFamilypadel, Maspalomas |  |

### Semifinales
| 27 de marzo de 2022, 11:00 | FC Barcelona | 2 - 0 | SL Benfica | CDFamilypadel, Maspalomas |  |

| 27 de marzo de 2022, 11:45 | Sevilla FC | 0 - 1 | Real Madrid | CDFamilypadel, Maspalomas |  |

### Final
| 27 de marzo de 2022, 18:00 | FC Barcelona | 0 - 1 | Real Madrid | CDFamilypadel, Maspalomas |  |

| Bandera de España              |
| Campeón Real Madrid 9.° título |